# Ligeti Viktor
Ligeti Viktor (Bezdán, 1912. december 15. – Budapest, 1986. május 5.) gyógyszerész.

## Életpályája
Bezdánban született 1912. december 15-én. Érettségi után a bezdáni "Szentháromság"-patikában volt gyakornok. 1935-ben a zágrábi egyetemen szerzett gyógyszerészi oklevelet. Zomborban, 1944-től különböző városokban gyógyszertárak vezetője volt. 1951-től az Egészségügyi Dolgozók Gyógyszerész Szakcsoportjának első elnöke. 1953-tól a Fővárosi Tanács Gyógyszertári Központja galenusi laboratóriumának vezetője. 25 évig a gyógyszertári asszisztensképzőn a kémia, drogismeret előadótanára volt.
Budapesten hunyt el 74 évesen, 1986. május 5-én.

## Munkássága
Részt vett a V. M. Gyógyszerkönyv és az 1954-es Formulae Normales szerkesztésében. Itt a galenusi és farmakognóziai albizottság tanácsadója. Mint autodidakta festőművész 30 hazai és külföldi kiállítás résztvevője volt.

## Főbb munkái
- Gyógyszertári gyakorlat. I-II. (A Gyógyszerész, 1947)
- Növénytani alapismeretek és drogismeret (Budapest, 1959)
- A Gyógyszerkönyvben nem szereplő drogok (Gyógyszerészet, 1959)